# Menella multispinosa
Menella multispinosa is een zachte koraalsoort uit de familie Plexauridae. De koraalsoort komt uit het geslacht Menella. Menella multispinosa werd in 1916 voor het eerst wetenschappelijk beschreven door Broch. 